# Christoph Dostal
Christoph Dostal (* 1972 in Neunkirchen, Niederösterreich) ist ein österreichischer Theater- und Fernsehschauspieler.

## Leben
Christoph Dostal wuchs im Ort Frohsdorf in der Marktgemeinde Lanzenkirchen auf. Er absolvierte eine Schauspielausbildung am Konservatorium Wien Privatuniversität und eine Tanzausbildung an der London Contemporary Dance School. Danach spielte er in einigen Spielfilmen, Kinofilmen und Fernsehserien mit. Einem größeren Publikum wurde er durch seine Rolle in der Serie Verbotene Liebe bekannt. Zurzeit spielt er auf sehr vielen Theaterbühnen eigene Stücke, mit denen er auch auf Tournee geht.
Ab Sommer 2016 war er fünf Jahre lang Künstlerischer Leiter des Stadttheaters Wiener Neustadt.

## Filmografie (Auswahl)
- 1994: Ich gelobe (Kinofilm)
- 1995: Geheim – oder was?!
- 1996: Kino im Kopf (Kinofilm)
- 1998: In just 89 seconds
- 1999: The waiting Time
- 2000: Sword of Honour
- 2000: Tatort
- 2000: Medicopter 117
- 2001: Band of Brothers
- 2001–2002: Verbotene Liebe
- 2002: Kommissar Rex
- 2019: Kaviar